# Dinosaur! (1985年のドキュメンタリー映画)
『Dinosaur!』は、1985年のアメリカのドキュメンタリー映画。恐竜をストップモーションで描く1984年の「Prehistoric Beast」の映像を発展させて制作された。プライムタイムエミー賞受賞。恐竜温血説を描いており、ストップモーションの恐竜のデザインと描写は映画ジュラシック・パークに一部流用され映画版のジュラシック・パークの原点となった作品である。スタン・ウィンストンスタジオで制作された恐竜による見事な生態を描いている。ナレーションとホストはスーパーマンで有名なクリストファー・リーブが務め日本語版はジオワールド恐竜大図鑑、わくわくビデオ図鑑きょうりゅうというタイトルでビデオ化されナレーションは野沢雅子が務めた。

## 概要
クリストファー・リーブによる静かなナレーションの元に恐竜の歴史とアメリカのカルチャーに与えた影響などを紹介しながら、ストップモーションの本編へと入る。恐竜はジュラシックパーク以前の作品ながら、尻尾を水平にした温血説を採用しており、ジュラシックパークの恐竜のデザインは本作のティラノサウルスやドロマエオサウルスの模型デザインを参考にしており正式な映画ジュラシックパークの前夜祭前日譚と言える作品である。
ロバート・バッカー博士も帽子に青い服と赤いスカーフとジュラシックパークのアラン・グラント博士の元になった服装で出演している。恐竜ファンのリーブは恐竜博物館での撮影の出来に納得がいかず、わざわざ再撮影を行った。

## ストーリー
真夜中の森林でティラノサウルスがある一頭のハドロサウルスを餌食にした。
数日後ハドロサウルスの夫婦は巣作りをするが、卵は一頭を残してストルティオミムスに食われ、そのストルティオミムスはドロマエオサウルスに捕食される。そしてティラノサウルスはさらに一頭のモノクロニウスを戦いの末に捕食した。
ティラノサウルスを尻尾の一撃で撃退したハドロサウルス親子であったが、隕石の衝突で滅亡し、哺乳類の新時代が訪れる。

## 登場恐竜
ハドロサウルス
本作の主人公。雄、雌、子の家族3頭が登場。
ティラノサウルス
森林性の大型肉食恐竜。森に迷い込んだ草食恐竜を餌食にする。
ドロマエオサウルス
夫婦で狩りをし、片方を囮にする知能を持つ肉食恐竜。
ストルティオミムス
卵泥棒として登場しドロマエオサウルスに捕食される。
アパトサウルス
立ち上がって餌を取る。
モノクロニウス
一頭がティラノサウルスに捕食される。

## キャスト
- クリストファー・リーブ - ナレーション/ホスト